# Melle Weersma

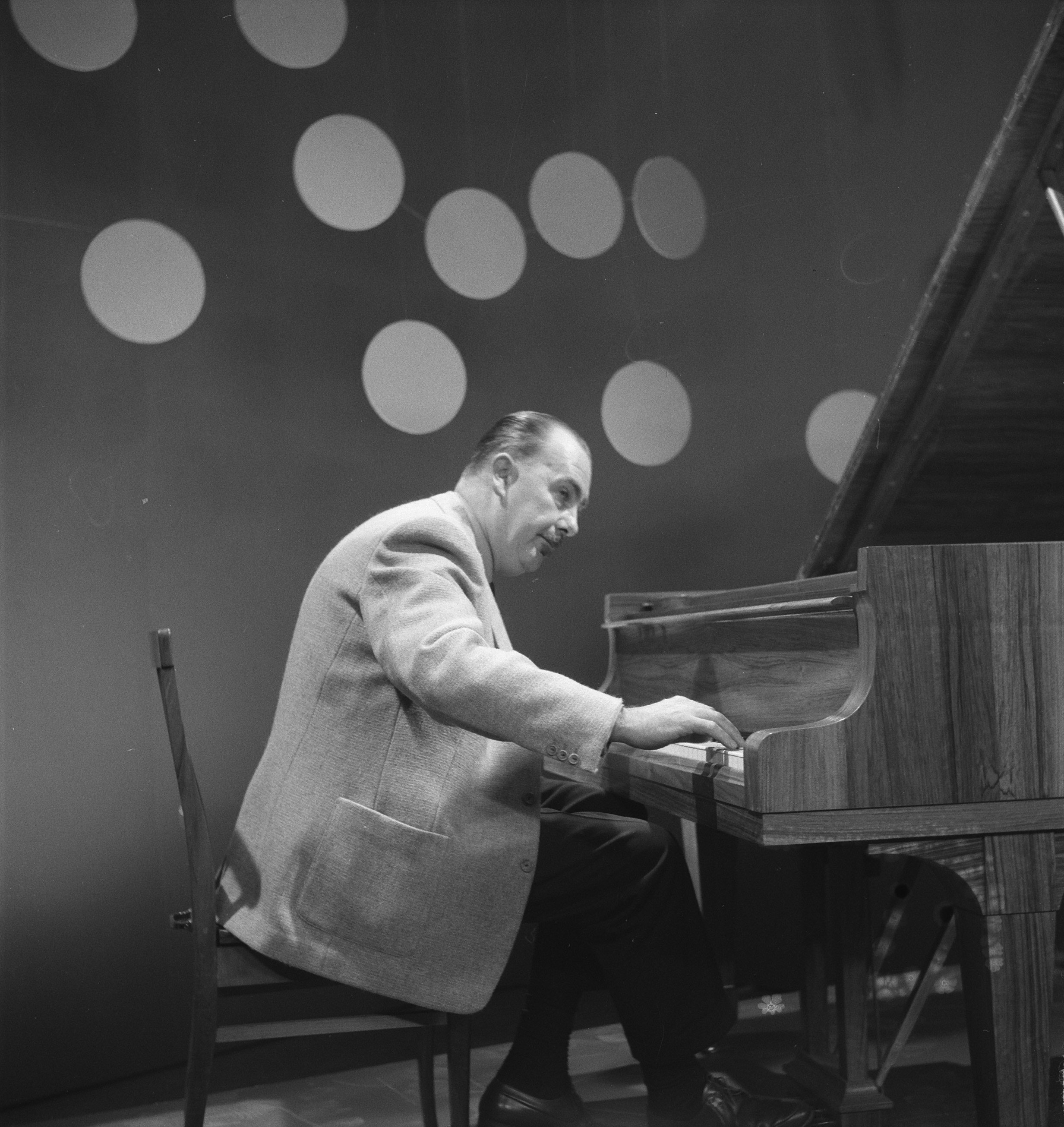
Melle Weersma (1961)

Melle Weersma (* 22. Januar 1908 in Harlingen; † 14. September 1988 in Putten) war ein niederländischer Jazz- und Unterhaltungsmusiker (Piano, Komposition).

## Leben und Wirken
Weersma wuchs in einer musikalischen Familie auf. Er brachte sich selbst das Musizieren bei, mit Hilfe von Klavierlehrbüchern auch das Notenlesen. Dem Wunsch seines Vaters entsprechend begann Weersma 1927 in Leiden ein Pharmaziestudium. Doch fühlte er sich vom Jazz angezogen und spielte von 1926 bis 1928 als Pianist in Amateurbands wie The Electorians und schrieb Arrangements. Dann gründete er sein eigenes Amateurorchester The Rainbow Chasers. Theo Uden Masman, der Leiter des „Original Ramblers Dance Orchestra“ bat ihn mehrmals um musikalischen Rat. 1929 kam Weersma bei einem Konzert in Den Haag in Kontakt mit Jack Hylton und vereinbarte mit diesem, ihm ein eigenes Arrangement des St. Louis Blues zu senden. Das Ergebnis gefiel Hylton so gut, dass er ihn fest engagieren wollte, aber Weersmas Vater unterschlug den Brief, weil er um das Studium seines Sohnes bangte. Ein zweiter Brief, Monate später, erreichte Weersma, der sein Studium abbrach und nach Großbritannien reiste, wo er gelegentlich für Hylton arrangierte.
Im Dezember 1929 begann Weersma in Berlin im Orchester von Eugen Wolff als Pianist und Arrangeur. Mit dieser Formation trat er bei Gastspielen in Hamburg, Leipzig und Lausanne auf. Mitte 1930 gehörte er zu Grischa Nakchounians Russian North Star, mit denen er im Hotel des Indes in Den Haag auftrat. Ende 1931 zog er wieder nach Berlin, um dort für zwanzig Filme die Musik zu arrangieren. Nach Engagements bei Juan Llossas arbeitete er ab 1932 als Pianist bei Max Tak und als Organist in den Tuschinski-Theatern in Amsterdam. Willy Tuschinski ermöglichte ihm, ein eigenes Orchester zu gründen, die Red, White and Blue Aces, eine Formation aus zwölf Musikern und einer Sängerin, Ann Royce, die Weersma 1935 heiratete. Die Band existierte nur 15 Monate, nahm aber 1934 mehrere Kompositionen Weersmas auf, so „Red Indian Chase“ und das von ihm gespielte Klaviersolo „Variations in Modern Rhythm“. Die Band spielte auch die Musik zu den niederländischen Filmen Bleeke Bet und Blokkade, die ebenfalls 1934 entstanden. Mit ihrem vielseitigen Repertoire unternahmen die Aces auch Tourneen in die Schweiz und die Tschechoslowakei.
Als Weersma im April 1935 von Hylton angestellt wurde, löste er seine Aces auf. Bei Hylton wirkte er als Arrangeur, spielte aber auch regelmäßig als Ersatzpianist. Mit Hylton fuhr er im Oktober mit der Normandie nach Amerika, wo Hylton ein amerikanisches Orchester gründete. Weersma arbeitete nun auch als Arrangeur für Benny Goodman, André Kostelanetz und Duke Ellington.
Zurück in London ernannte 1936 die British Broadcasting Corporation Weersma als Nachfolger von Benny Carter zum ersten Arrangeur des Tanzorchesters von Henry Hall. In der Folge arbeitete er für die Orchester von Bert Ambrose, Louis Levey und anderen und schrieb die Musik für mehrere Filme von Alexander Korda und der Gaumont Company sowie für Shows im London Palladium. Ein Versuch von Duke Ellington und anderen, Weersma dauerhaft als Arrangeur nach Amerika zu holen, scheiterte an der Verweigerung einer Arbeitserlaubnis.
In London komponierte Weersma Anfang 1938 die „Penny Serenade“, wobei Hal Hallifax den englischen Text nach seinen Anweisungen verfasste. Der Musikverleger Jim Phillips zögerte zunächst; von dem doch noch veröffentlichten Lied wurden innerhalb eines Jahres eine Million Exemplare der Noten verkauft und der Text in mehreren Sprachen übertragen; Dutzende von Sängern nahmen die „Penny Serenade“ auf, darunter Rina Ketty, Tino Rossi, Nat Gonella, in Deutschland das Schuricke-Terzett und in den Niederlanden Willy Derby. Bereits vor diesem Erfolg kam ein Angebot, in Brasilien zu arbeiten; das brachte ihn schließlich 1938 nach Argentinien. Dort arbeitete er mehrere Jahre lang erfolgreich mit bedeutenden Orchestern zusammen. Außerdem moderierte er zahlreiche Radiosendungen. Als Melle Weersma y su orquestra veröffentlichte er eine Reihe von Aufnahmen.
1943 meldete sich Weersma zum Dienst bei der US-Kriegsmarine, um zwei Jahre lang als Purser auf dem Versorgungsschiff Tacoma zunächst auf dem Atlantik nach Europa, später im Pazifik tätig zu sein. Nach Ende des Zweiten Weltkriegs lebte er, mit kurzen Unterbrechungen, bis 1954 wieder in Argentinien, ebenfalls für amerikanische und europäische Auftraggeber tätig. Auf einer Reise durch Mittel- und Südamerika komponierte er 1951 nach dem Studium der dortigen Folklore die „Criollo Suite“, deren peruanischer Walzer unter dem Namen „Gaviota“ Weltruhm erlangte.
1954 kehrte Weersma für immer in die Niederlande zurück. Er arbeitete für Philips als freiberuflicher Berater und Plattenproduzent für den internationalen Markt. 1963 produzierte er die Schallplatte UNO’s All Star Festival zugunsten der Flüchtlingsarbeit mit Stars wie wie Louis Armstrong, Maurice Chevalier, Edith Piaf, Bing Crosby und Nat King Cole. Im selben Jahr begann er, Schulkonzerte zu geben, was er bis 1980 fortsetzte. Weiterhin komponierte er ein Dixieland-Konzert für Jazzband mit Sinfonieorchesterbegleitung und arbeitete von 1965 bis 1967 an der Produktion einer Reihe von Aufnahmen des Niederländischen Kammerorchesters mit. Daneben komponierte er Kinderlieder und für nationale Liederfeste und weiterhin für Filme. Zuletzt gehörte er der Jury bei Wettbewerben für Dixieland-Orchester, die der Radiosender VARA von 1981 bis 1984 veranstaltete, an.